# 香芝市立三和小学校
香芝市立三和小学校（かしばしりつ みつわしょうがっこう）は、奈良県香芝市にある公立小学校。

## 概要
二上山を西に望む場所に位置する。

## 沿革
- 1976年（昭和51年） - 校舎1と給食棟建築[1]。
- 1977年（昭和52年）
  - 時期不明 - 屋内運動場建築[1]。
  - 4月5日 - 香芝町立三和小学校として開校。
- 1979年（昭和54年）10月 - 普通教室と特別教室及び廊下建築[2][1]。
- 1991年（平成3年）10月1日 - 市制施行により、香芝市立三和小学校と改称。
- 2004年（平成16年） - プール及びプール附帯施設建築[1]。
- 2024年（令和6年） - この年から、2026年まで、校舎1・校舎2・屋内運動場の長命化工事を、2025年まで、給食棟の中規模改修工事を、それぞれ実施[1]。

## 通学区域と進学先中学校
出典

### 通学区域
- 磯壁（1丁目〜7丁目、住居表示未整備地区）
- 狐井（一部）
- 下田（一部）
- 良福寺（一部）
- なお、香芝市立二上小学校の通学区域である畑1丁目の一部地区は、本校を選択可能。

### 進学先中学校
- 香芝市立香芝中学校

## アクセス
- 近畿日本鉄道南大阪線二上神社口駅から、徒歩18分。
- JR西日本和歌山線・近畿日本鉄道大阪線五位堂駅から、徒歩19分。

## 学校周辺
- 香芝市立三和幼稚園 - 同一敷地内で、かつ進級前幼稚園。
- 古池 - 敷地が隣接。
  - 古池以外の池も点在する。
- 西寺方墓地 - 敷地が隣接。
- 国道168号線
- 杵築神社
- 香芝市良福寺公民館
- この他、中小規模の公園も点在する。

## 通学区域が隣接している学校
- 香芝市立鎌田小学校
- 香芝市立五位堂小学校
- 香芝市立下田小学校
- 香芝市立二上小学校
- 葛城市立當麻小学校